# Berguedà
El Berguedà és una comarca de la Catalunya Central. Té una superfície total de 1.184,89 km² i una població de 39.178 habitants (2016). És la més septentrional de les comarques de la província de Barcelona (amb l'excepció del municipi de Gósol, adscrit a la de Lleida). Està situat a l'interior de Catalunya i participa tant dels relleus enlairats del Prepirineu i del Pirineu com dels relleus planers del nord de la Depressió Central.

## Geografia
La meitat septentrional, coneguda com l'Alt Berguedà, és constituïda per l'alta conca del Llobregat i les serres del Prepirineu. En aquesta part hi trobem municipis com Castellar de n'Hug, la Pobla de Lillet, Sant Jaume de Frontanyà, Bagà, Guardiola de Berguedà, Gisclareny, Saldes, Gósol, Borredà, Sant Julià de Cerdanyola, Castell de l'Areny, Castellar del Riu, Cercs, la Nou de Berguedà, Vilada, Vallcebre i Fígols. El límit septentrional, en ple Pirineu, és una autèntica barrera muntanyosa, orientada d'oest a est, amb cims i carenes per sobre dels 2.000 metres, els quals separen el Berguedà de la Cerdanya. Hi trobem les serres de Cadí i Moixeró, el Puig d'Alp i Puigllançada. Al sud d'aquestes serres els rius hi han obert diverses valls: la del Llobregat fins a la Pobla de Lillet i Castellar de n'Hug, la del riu de Bagà, el Bastareny i la del riu Saldes. A l'est hi ha les serres de Catllaràs i Rasos de Tubau. A l'oest les serres són més elevades: Serra del Verd, Ensija, Rasos de Peguera i l'emblemàtica muntanya del Pedraforca.
La meitat meridional, coneguda com el Baix Berguedà, està situada al nord de la Depressió Central de Catalunya. Hi ha municipis que es troben a l'inici del Prepirineu, com Berga, Avià, l'Espunyola, Capolat i la Quar i altres que es troben plenament a les planes de la depressió central, com Gironella, Puig-reig, Olvan, Sagàs, Casserres, Viver i Serrateix, Montclar, Montmajor i Santa Maria de Merlès. En aquesta meitat, i especialment a Berga, Gironella i Puig-reig, es concentra la majoria de la població de la comarca.

## Clima
El clima de l'Alt Berguedà és plujós i fred i amb neu a l'hivern als vessants més enlairats. Les precipitacions mitjanes anuals superen els 1.000 mm, amb un mínim relatiu a l'hivern. La vegetació és constituïda principalment per pinedes de pi roig i rouredes. Als indrets més ombrívols hi ha fagedes i, més rarament, avetoses. A partir dels 1.700 metres domina el pi negre i per damunt dels 2.200 metres els prats alpins.

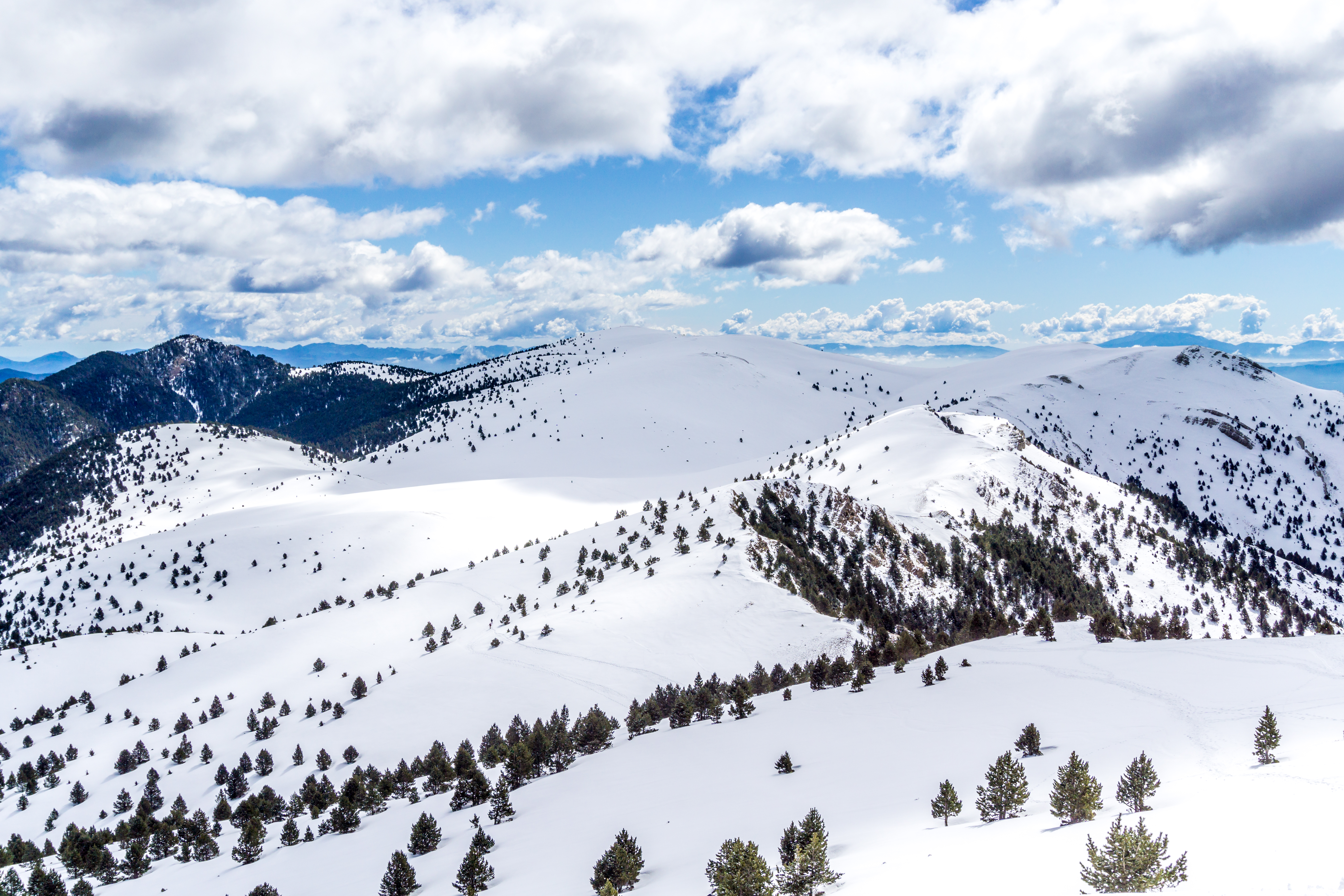
Nevada a la Serra d'Ensija

La meitat meridional del Berguedà (Baix Berguedà) és constituïda per relleus poc enlairats. El clima és mediterrani amb una lleugera tendència continental. Les precipitacions mitjanes anuals ronden entre els 700 i els 900 mm, amb un mínim a l'hivern. Les temperatures mitjanes anuals se situen entre els 11° i els 13°, amb hiverns freds i estius no excessivament calorosos. La vegetació espontània és formada per carrascars en els indrets més secs i sòls pobres, i rouredes allà on plou més i els sòls són més profunds. A la part central i occidental sol dominar el roure valencià, i a la part més oriental i septentrional el roure martinenc. Actualment hi ha sobretot brolles amb pins (pi blanc, pi roig) amb moltes àrees de rebolls i rouredes joves, especialment després dels incendis forestals que van arrasar aquesta zona l'any 1994.

## Història
Prehistòria

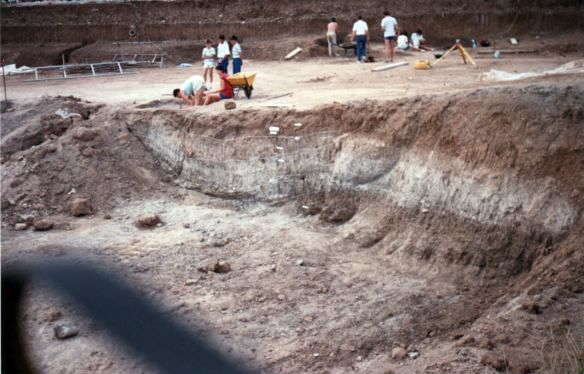
Jaciment a la font del Ros a Berga, descobert el 1988

Alguns indicis fan pressuposar el poblament del berguedà, al Paleolític inferior. Són la peça trobada en una de les terrasses del Llobregat, prop de Gironella, que correspon a un poble de caçadors i recol·lectors de la cultura dels còdols treballats.
Un jaciment a la font del Ros a Berga, descobert el 1988, va aportar dades del Paleolític mitjà i del Superior.
A partir del Neolític, la presència humana està més documentada amb sepulcres de fossa. En aquests sepulcres, la majoria de les restes humanes pertanyen a individus de la raça mediterrània gràcil (dolicocèfals i de poca alçada). Són sepulcres individuals, a l'indret de la Canal dels Avellaners i a la Cista de Sant Ignasi de Sorba; i sepulcres col·lectius al Coll de l'Oreller i la Tomba del Moro, entre d'altres. A finals del Neolític, la cultura de Verasan, té un gran desenvolupament; al Berguedà n'hi ha testimonis a Can Maurí, a la Roca Roja i a la Canal dels Avellaners.
Edat antiga
L'historiador romà Titus Livi parla de la tribu ibèrica dels bergistans, sotmesa primer per Hanníbal (218 aC) i més tard per Cató (195 aC).
Edat mitjana
Sota l'ocupació sarraïna, el Berguedà esdevingué territori de frontera fins a passar a dependre del Comtat de Cerdanya, del qual se separà per esdevenir, breument, Comtat de Berga a principis del segle xi. En aquest context cal situar la figura literària més gran d'aquestes terres: el trobador Guillem de Berguedà.
Edat moderna
Durant els segles següents, el Berguedà coneixerà les epidèmies de pesta dels segles xiv i xv, el bandolerisme del XVI, i la guerra dels segadors al XVII.
A partir del s. XVIII, després de la Guerra de Successió Espanyola, s'esdevé una època de creixement econòmic i demogràfic amb el desenvolupament de la indústria tèxtil, a la qual el Berguedà aporta la seva pròpia màquina de filar, la berguedana o maixerina.
Durant la guerra dels set anys (1833-1840), Berga fou un centre important de la insurrecció carlina; essent seu de la Junta carlina de Catalunya que tingué com a cap el Comte d'Espanya, famós per les seves arbitrarietats i crueltat, i assassinat en circumstàncies envoltades d'una aurèola llegendària. El Berguedà va seguir essent un enclavament carlí destacat en les carlinades posteriors.
Edat contemporània
Com a fets destacables del segle xx, cal esmentar la revolta anarquista de Fígols, el 1932, que s'estengué a altres poblacions de la comarca. Els grupuscles anarquistes també varen protagonitzar col·lectivitzacions i episodis violents durant la Guerra Civil espanyola. Passada la guerra, la situació de la comarca la feu lloc ideal per a les activitats de contraban i també per a les accions dels maquis. La mineria i del tèxtil tornaren a ser la clau de l'activitat econòmica, fins que les crisis econòmiques dels 70 varen portar al seu enfonsament, amb la consegüent regressió econòmica i demogràfica.
El 1976 la construcció de l'embassament de La Baells acabà després de ser iniciada el 1970, per ordre del govern espanyol i la Confederación HIdrográfica del Pirineo Oriental seguint la sol·licitud feta el 1947 per part dels usuaris del riu Llobregat. Aquesta construcció seguia els interessos de l'abastiment d'aigua per a Barcelona i el seus voltants metropolitans, regular el cabal del riu per a garantir recs i aprofitaments industrials de les persones que hi viuen més avall. L'embassament suposà que els pobles Miralles, La Baells i Sant Salvador, els tres del municipi de Cercs, quedaren enfonsats.
El 2002 els berguedans reivindicaren interessos propis sobre l'embassament fent que eixe any se celebrara el Festival del Riu, que més tard s'anomenà Festival de La Baells. L'Agència Catalana de l'Aigua reformà el festival fent que durarà en compte d'un cap de setmana, des de mitjans de juny fins a mitjans de setembre.
Actualment, el Berguedà busca desenvolupar-se a través de la diversificació d'activitats i mirant de potenciar el seu paisatge com a atractiu turístic.
La bandera del Berguedà es va aprovar el 3 d'octubre de 1989. Té un blasonament de sinople, un mont de 2 cims d'argent movent de la punta; bordura componada d'or i de gules.

## Població
| Municipi                 | Habitants |
| ------------------------ | --------- |
| Avià                     | 2.108     |
| Bagà                     | 2.248     |
| Berga                    | 16.596    |
| Borredà                  | 571       |
| Capolat                  | 81        |
| Casserres                | 1.599     |
| Castell de l'Areny       | 76        |
| Castellar de n'Hug       | 221       |
| Castellar del Riu        | 143       |
| Cercs                    | 1.331     |
| Espunyola, l'            | 260       |
| Fígols                   | 49        |
| Gironella                | 4.844     |
| Gisclareny               | 34        |
| Gósol                    | 223       |
| Guardiola de Berguedà    | 948       |
| Montclar                 | 119       |
| Montmajor                | 478       |
| Nou de Berguedà, la      | 149       |
| Olvan                    | 893       |
| Pobla de Lillet, la      | 1.322     |
| Puig-reig                | 4.238     |
| Quar, la                 | 61        |
| Sagàs                    | 135       |
| Saldes                   | 336       |
| Sant Jaume de Frontanyà  | 30        |
| Sant Julià de Cerdanyola | 255       |
| Santa Maria de Merlès    | 151       |
| Vallcebre                | 269       |
| Vilada                   | 519       |
| Viver i Serrateix        | 192       |

La població del Berguedà ha estat sempre escassa. El 1860 tenia 31.544 habitants. Els anys següents, anà perdent població i s'arribà a un mínim de 23.257 habitants el 1887. El 1900 ja s'hi censaren 27.217 habitants. Des de llavors, augmenta progressivament: 39.600 habitants el 1930, 41.938 habitants el 1950 i 47.953 habitants el 1960. Des de la dècada de 1960, el descens és notable. L'augment derivat de l'activitat econòmica dels anys anteriors (mineria, indústries tèxtils, explotació forestal, ramaderia i agricultura) s'atura davant una forta crisi generalitzada a la comarca. El 1970 s'hi censen 44.446 habitants i el 1981, 42.152 habitants. El 2001, hi ha 37.995 habitants i el 2007, 40.479.
Darrer padró municipal (2005): 39.746 habitants. Però al 2015 van estar 39.517.

## Economia
Les principals activitats econòmiques del Berguedà han estat la indústria i la mineria, que han sofert fortes crisis en els darrers anys. Actualment, l'activitat industrial es localitza preferentment entre Berga i Puig-reig. La potenciació de l'eix del Llobregat amb l'obertura del Túnel del Cadí i la millora generalitzada de les carreteres que hi accedeixen han millorat també les seves perspectives d'activitat econòmica. L'agricultura, la ramaderia i l'aprofitament forestal són activitats complementàries. El turisme és un factor de retenció demogràfica a l'Alt Berguedà. Moltes cases de pagès s'estan reconvertint en residències de turisme rural i s'han obert establiments de restauració.
L'embassament de La Baells és un punt d'atracció turístic amb els esdeveniments esportius que es fan durant l'estiu.

## Demografia
| 1497 f | 1515 f | 1553 f | 1717  | 1787   | 1857   | 1877   | 1887   | 1900   | 1910   |
| ------ | ------ | ------ | ----- | ------ | ------ | ------ | ------ | ------ | ------ |
| 602    | 674    | 968    | 9.623 | 16.292 | 31.759 | 25.292 | 22.406 | 27.217 | 30.047 |

| 1920   | 1930   | 1940   | 1950   | 1960   | 1970   | 1981   | 1990   | 1992   | 1994   |
| ------ | ------ | ------ | ------ | ------ | ------ | ------ | ------ | ------ | ------ |
| 33.615 | 39.600 | 38.064 | 41.933 | 47.953 | 45.843 | 42.152 | 40.552 | 39.209 | 39.209 |

| 1996   | 1998   | 2000   | 2002   | 2004   | 2006   | 2008   | 2010   | 2012   | 2014   |
| ------ | ------ | ------ | ------ | ------ | ------ | ------ | ------ | ------ | ------ |
| 38.606 | 38.252 | 38.051 | 38.593 | 39.224 | 40.064 | 41.488 | 41.683 | 41.202 | 40.039 |

| 2016   | 2018   | 2020 | 2022 | 2024   | 2026 | 2028 | 2030 | 2032 | 2034 |
| ------ | ------ | ---- | ---- | ------ | ---- | ---- | ---- | ---- | ---- |
| 39.178 | 39.104 | -    | -    | 41.013 | -    | -    | -    | -    | -    |

## Símbols
L'escut oficial del Berguedà té blasonament amb escut caironat de sinople, un mont de 2 cims d'argent movent de la punta; bordura componada d'or i de gules. Per timbre una corona mural de comarca. Va ser aprovat el 3 d'octubre de 1989. El mont de dos cims és una representació estilitzada del cim bessó del Pedraforca, que domina la part septentrional de la comarca. La bordura representa els quatre pals de l'escut de Catalunya.

## Galeria d'imatges

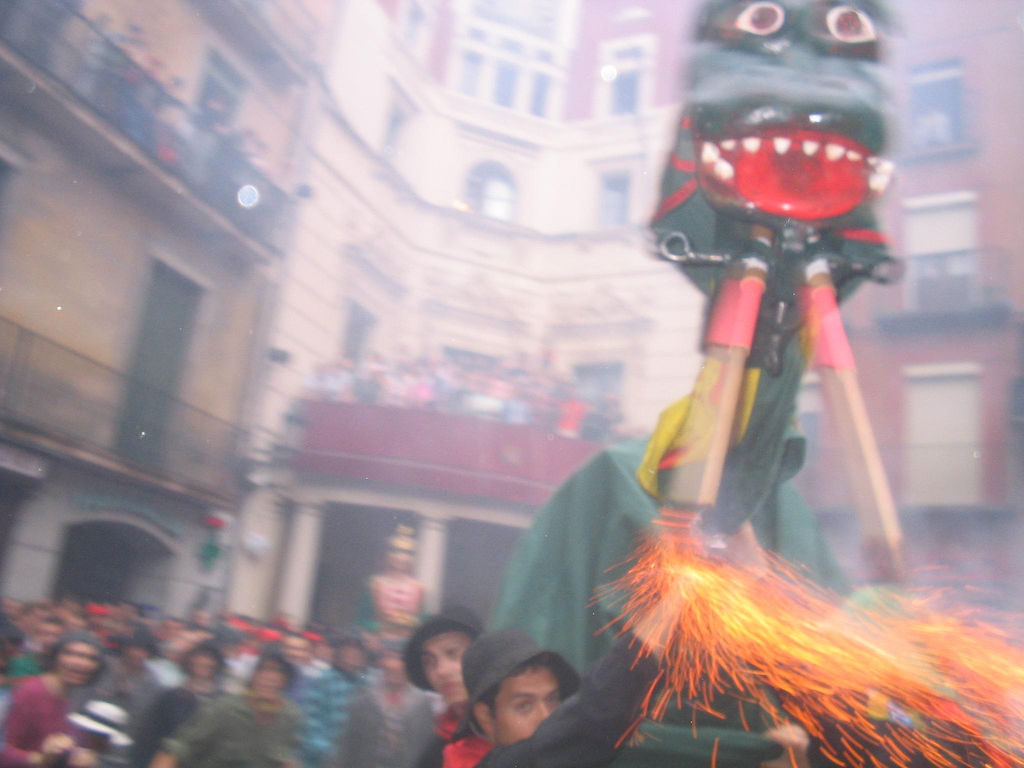
La Patum de Berga
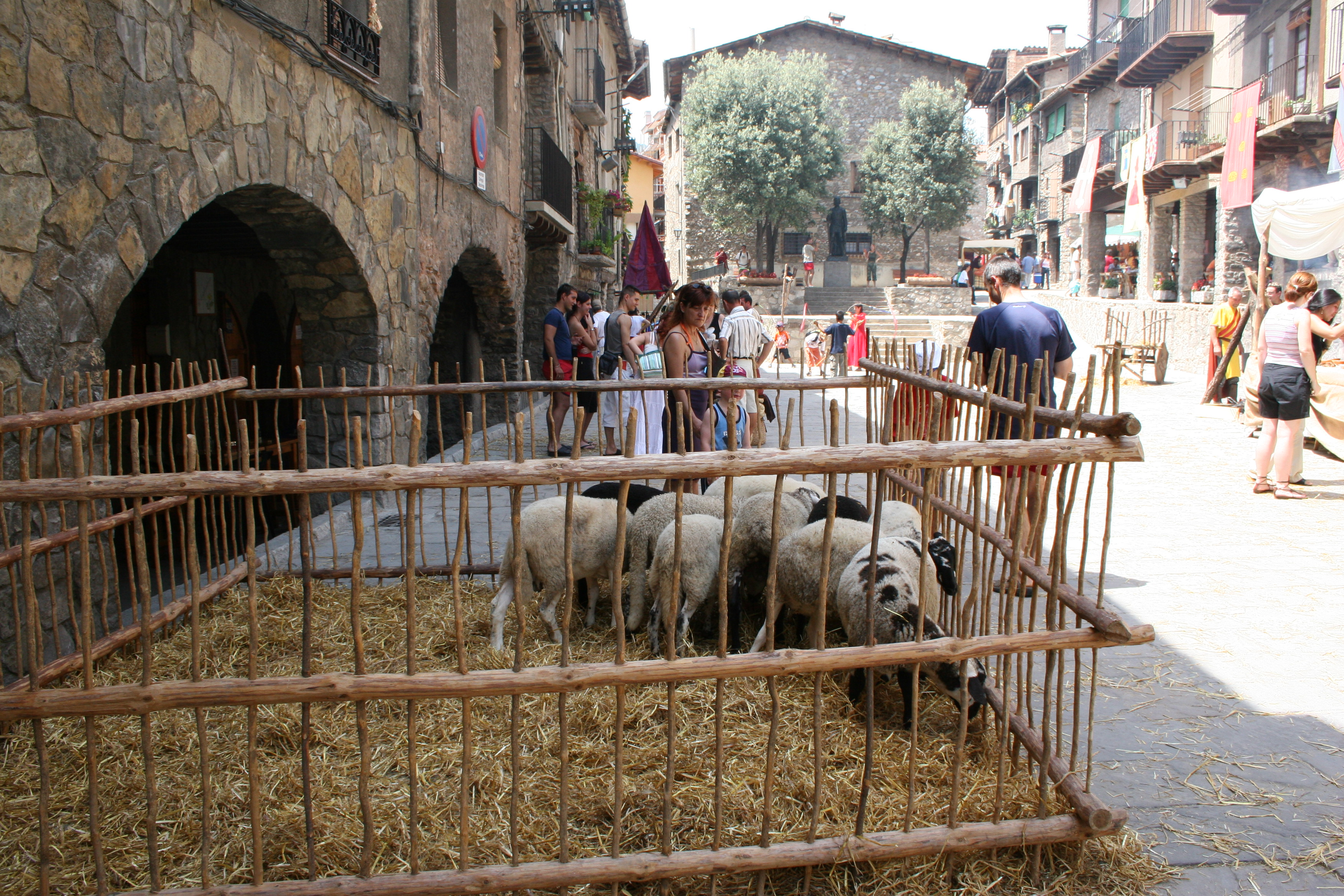
Setmana medieval de Bagà
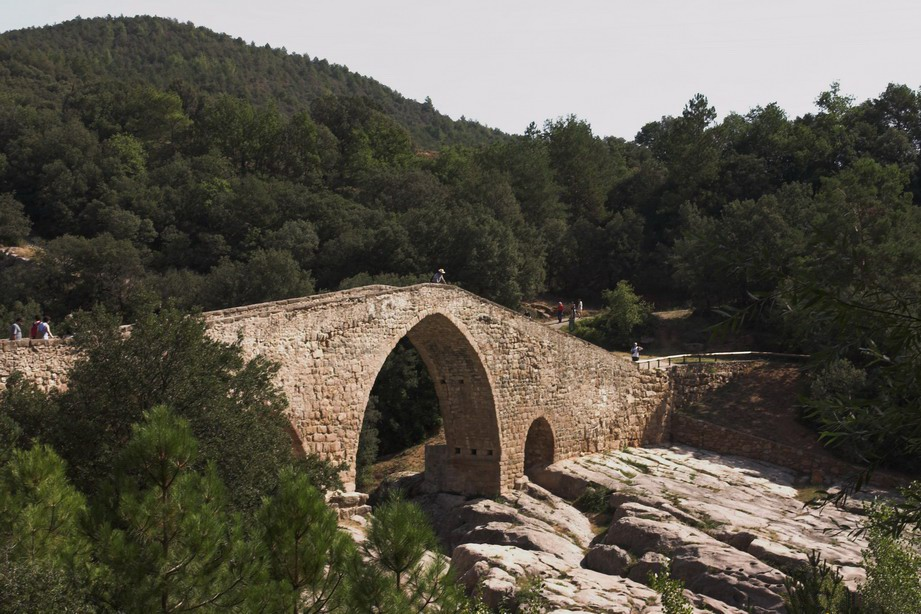
Pont medieval de Pedret, a Cercs
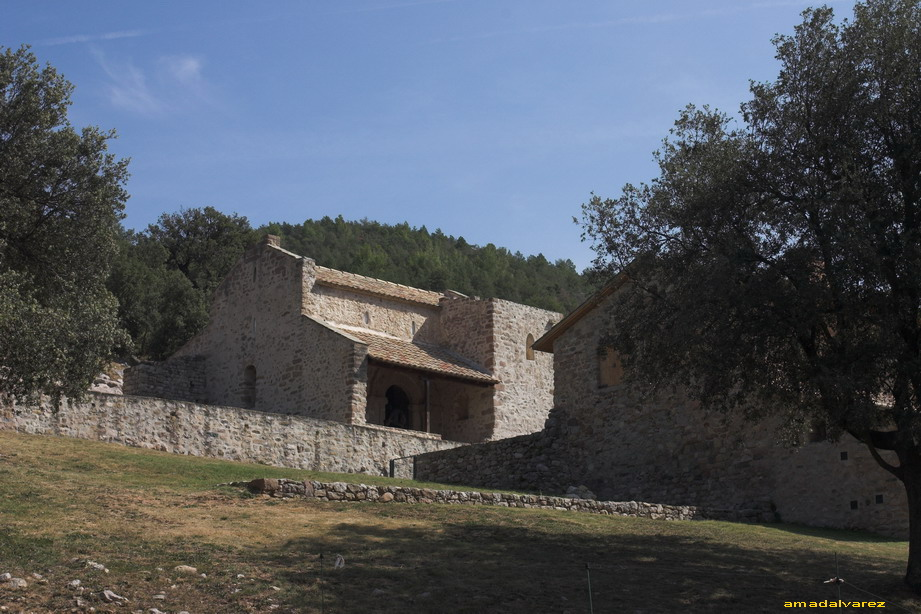
Església romànica de Sant Quirze de Pedret
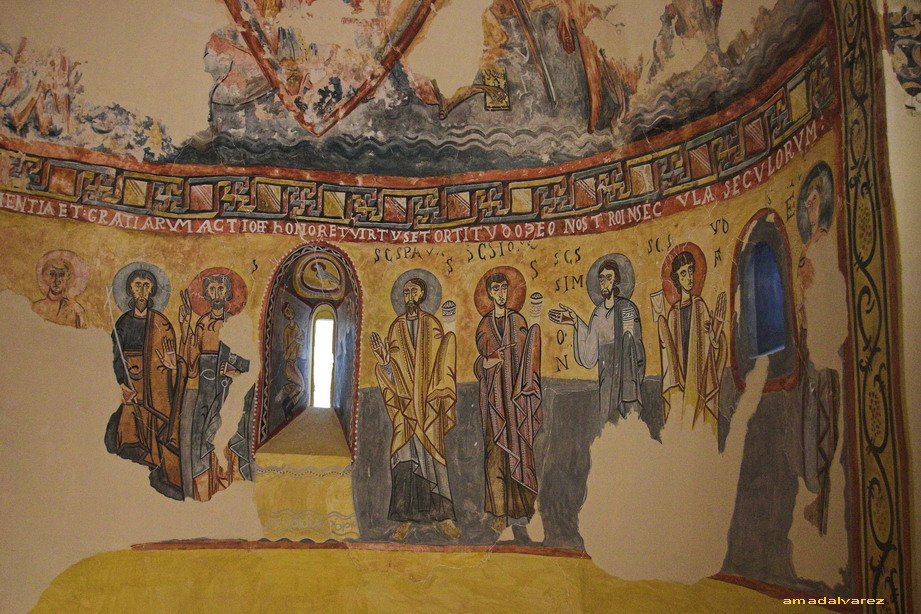
Pintures de l'interior de l'església romànica de Sant Vicenç de Rus
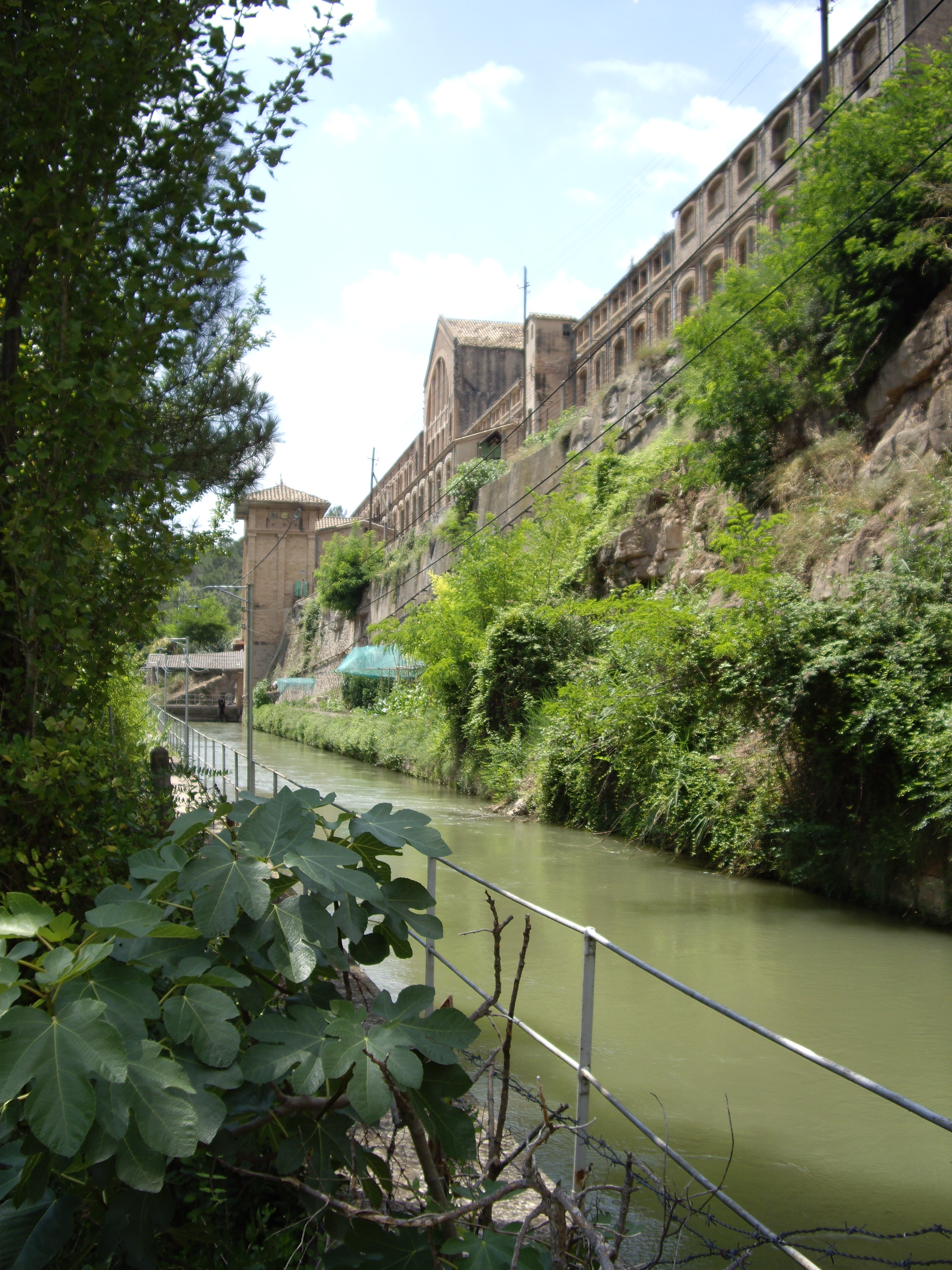
El riu Llobregat al seu pas per la Colònia Vidal